# Tolva
Tolva est une commune espagnole appartenant à la province de Huesca (Aragon, Espagne) dans la comarque de la Ribagorce.

## Lieux et monuments
- Église de Santa Maria del Puy
- Chapelle Santa Anastasia